# Greckokatolickie Seminarium Duchowne w Iwano-Frankiwsku
Iwano-Frankiwskie Seminarium imienia świętego męczennika Jozafata – greckokatolickie seminarium duchowne, formalnie założone w 1906 roku w Stanisławowie, a rozpoczęło działalność w 1907 roku, w celu kształcenia kapłanów eparchii stanisławowskiej.

## Historia
W 1885 roku w Stanisławowie została utworzona eparchia stanisławowska. 13 marca 1893 roku władca Austro-Węgier wydał dekret likwidacji Greckokatolickiego Seminarium Generalnego, a na jego miejsce zezwolił na utworzenie trzech seminariów duchownych: we Lwowie, Tarnopolu i Stanisławowie.
W 1894 roku bp Julian Kuiłowski zatwierdził plan budowy seminarium, ale z powodu sprzeciwu Polaków nie było w budżecie miasta środków finansowych. W sierpniu  1899 roku bp Andrzej Szeptycki sfinansował zakup działki i budowę seminarium. W latach 1899–1907 zbudowano budynek seminarium. W 1907 roku na prośbę bpa Andrzeja Szeptyckiego władze Austro-Węgier udzieliły 28 546 koron dofinansowania na ukończenie budowy.
14 stycznia 1907 roku seminarium rozpoczęło działalność, a pierwszym rektorem został o. Jeremiasz Łomnicki OSBM. W latach 1915–1917 z powodu I wojny światowej seminarium przerwało działalność. W 1919 polskie wpływy na tych terenach zabraniały finansowania seminarium, aresztowały 2 wykładowców i 6 studentów. Na początku 1920 roku podczas epidemii tyfusu zmarło 60 duchownych, wiele parafii było bez parochów, a także problemem był brak powołań.
W 1945 roku tereny te weszły w skład Ukraińskiej SRR. Rozpoczęły się represje polityczne - seminarium zamknięto, bibliotekę skonfiskowano, rektor i studenci zostali aresztowani, a część z nich rozstrzelano w Posieczu.
W 1960 roku bp Iwan Słeziuk i bp Symeon Łukacz rozpoczęli nabór kandydatów do kapłaństwa. Tajne nauczanie obywało się w wielu miejscach obwodu iwanofrankiwskiego, indywidualnie i w grupach do kilku studentów. Wykładowcami byli: o. Jewgen Pełech, o. Antonij Masjuk, o. Wasyl Hirnjak, o. Ewstachij Smal, o. Mykoła Kuć, bp Wasyl Wełyczkowski, bp Josip Girniak, bp Pawło Wasyłyk, bp Sofron Dmyterko.  
12 lipca 1990 roku bp Sofron Dmyterko wydał dekret o odnowieniu seminarium, które 1 sierpnia rozpoczęło działalność. W 1990 roku uczyło się 1000 studentów (w tym 400 stacjonarnych). W 1994 roku seminarium otrzymało nowe budynki. 

## Rektorzy
- o. Jeremiasz Łomnicki OSBM (1907–1915)
- o. Mychajło Walnyćki (1918–1923)
- o. dr Awksentij Bojczuk (1923–1945)
- bp Irynej Biłyk OSBM (1990–1994)
- o. dr Sofron Mudry (1994–2000)
- o. Teodozij Jankiw OSBM (2000–2001)
- o. dr Ołeg Kaśkiw (2001–2010)
- o. Ołeksandr Łewyćkyj (2010–2014)
- o. dr Ołeg Kaskiw (2014–2016)
- o. Ołeks Budzjak (2016–2019)
- o. Roman Mikiewicz (2019–2020)
- o. Ołeksij Daniłuk (2020–2022)
- o. prot. Taras Putko (od 2022)